# Гадкий я (франшиза)
«Гадкий я» — анимационная комедийная франшиза, выпущенная компанией Illumination и распространяемая студией Universal Pictures. Франшиза состоит из четырёх художественных мультфильмов, четырнадцати короткометражек и дополнительных материалов. Франшиза сосредоточена на Грю, супер-злодее (который позже становится отцом и секретным агентом), Миньонах, его трёх приёмных дочерях (Марго, Эдит и Агнес) и его жене Люси Уайлд.
Франшиза началась с мультфильма 2010 года «Гадкий я» и его продолжений в 2013 и 2017 годах «Гадкий я 2» и «Гадкий я 3». Приквел с участием миньонов Грю, озаглавленный «Миньоны», был выпущен в 2015 году. Он также включает в себя аттракцион для симуляторов, «Гадко майский миньон», Universal Studios Florida, Universal Studios Hollywood и Universal Studios Japan. Это самая кассовая мультфраншиза в истории кассовых сборов, а также 12-я самая высокая кассовая франшиза фильмов всех времен. Это также первая анимированная франшиза с двумя фильмами, собравшими более 1 млрд долларов во всем мире («Миньоны» с 1,16 млрд долларов и «Гадкий я 3» с 1,03 млрд долларов).
«Гадкий я» и «Гадкий я 2» получили рейтинг 81 % и 75 % по версии Rotten Tomatoes, а третья часть «Гадкий я 3» и приквел «Миньоны» — 58 % и 55 % соответственно.

## Мультфильмы

### Гадкий я(2010)
«Гадкий я», первый мультфильм в франшизе и первый мультфильм от Illumination, был выпущен 9 июля 2010 года. В мультфильме рассказывается история Грю, супер-злодея, который удочеряет трех девочек, Марго, Эдит и Агнес из детского дома, чтобы попытаться украсть уменьшитель у Вектора (иначе известного как Виктор), своего соперника, чтобы уменьшить и украсть луну. «Гадкий я» получил положительные отзывы и собрал более 543 млн долларов во всем мире относительно бюджета в 69 млн долларов.

### Гадкий я 2(2013)
Сиквел «Гадкий я 2» был выпущен 3 июля 2013 года. Люси Уайльд, агент Антизлодейской Лиги, нанимает Грю, чтобы поймать нового злодея. Сиквел был встречен в основном положительными отзывами и собрал более чем 970 млн долларов во всем мире.

### Миньоны(2015)
Приквел к мультфильму «Гадкий я», в котором в качестве главных героев представлены Миньоны, был выпущен 10 июля 2015 года. Фильм получил смешанные отзывы критиков и собрал более 1,1 млрд долларов во всем мире. В мультфильме рассказывается предыстория миньонов. Миньоны Кевин, Стюарт и Боб намереваются найти нового хозяина, и их нанимает суперзлодейка Скарлетт Оверкилл, которая позже пытается убить их после того, как они крадут корону королевы Елизаветы II.

### Гадкий я 3(2017)
Действие мультфильма будет разворачиваться спустя 7 лет после событий оригинальной трилогии. Грю стал суперзлодеем и миньоны наконец-то находят нового хозяина в лице Дрю, потому что им слишком наскучила вся эта семейная бытовуха с Грю. Гадкий Дрю и его приспешники миньоны будут всеми силами стараться совершить самое Гадкое и великое злодейство в истории! Но а рушить коварные планы злодеев будут Агенты Грюси. Дрю попытается победить главного антагониста мультфильма который носит имя Брат Бальтазара Брэтта.

### Миньоны: Грювитация(2022)
В январе 2017 года было официально объявлено о продолжении фильма под названием «Миньоны: Грювитация», который должен быть выпущен 3 июля 2020 года, но отложили до 2 июля 2021 года из-за пандемии COVID-19, а в марте 2021 года было сообщено, что фильм отложен до 1 июля 2022 года. Режиссёром фильма снова стал Кайлом Балда, с продюсером Брэдом Эблсоном и сценаристом Брайаном Линчем. Название было официально раскрыто в мае 2019 года.

### Гадкий я 4(2024)
Генеральный директор Illumination Крис Меледандри сказал в сентябре 2017 года, что четвёртый мультфильм из серии «Гадкий я» находится в разработке. В феврале 2022 года Universal объявила дату премьеры «Гадкий я 4» — 4 июля 2024 года.

## Анонсированные мультфильмы

### «Миньоны 3» (2026)
Триквел под названием «Миньоны 3», планируется выпустить в июле 2026

## Короткометражки
14 декабря 2010 года на DVD и Blu-ray мультфильма были выпущены три короткометражных фильма. «Гадкий я 2» и Blu-ray, выпущенный 10 декабря 2013 года, включал ещё три короткометражных фильма. Серия короткометражных фильмов о Миньонах, отобранных в 2015 году с Миньонами. Ещё один короткий фильм был выпущенный в 2016 году, с Тайная жизнь домашних животных, являющимся первым коротким фильмом о Миньонах, выпущенным театрально.

### Преображение дома(2010)
После событий «Гадкого я» два Миньона помогают Марго, Эдит и Агнес ремонтировать дом Грю и переделывают его в безобидный дом, в результате инспектор решает не забирать девочек обратно в «Дом для девочек» мисс Хэтти, а оставляет у Грю.
Фильм озвучивали:
- Грю — Леонид Ярмольник;
- Марго — Элиза Мартиросова;
- Эдит — Анна Штукатурова;
- Агнес — Алина Кукушкина;
- Социальный работник / Миньоны — Пьер Коффин.

### Ознакомительный день(2010)
Три новых Миньона отправляются работать перевозчиками бомб, они решили что их бомба была тяжелее, в результате у них возник спор с двумя другими, несущими гигантскую бомбу. Из-за ссоры они случайно сбросили обе бомбы вниз.

### Банан(2010)
Три миньона сражаются из-за банана. В процессе они наносят ущерб на рабочих местах других Миньонов.

### Щенок(2013)
Миньон Дэйв наблюдает, как соседи гуляют по улице со своими собаками и решает завести собственного щенка. После нескольких неудачных попыток он сталкивается с НЛО и инопланетянином, который берет на себя роль щенка для Дэйва.

### Паника в почтовом отделении(2013)
Два миньона (Кен и Майк) работают в пакетной комнате для отправки посылок в разных частях лаборатории, в то время как Кен бездельничает перед видеоиграми. Когда пакет, содержащий истекший PX-41 (сыворотка, которую Эль Мачо использовал, чтобы превратить Миньонов и себя в «Гадком я 2»), попадает в систему пневматической доставки, он превращает Майка в злого Миньона, но он продолжает смещаться взад и вперед, много раз для развлечения Кена. В конце Майк выплевывает PX-41, и он приземляется на некоторых кошек, превращая их в злых мутантов.

### Обучение вождению (2013)
Агнес не удовлетворена своим игрушечным байком после сваливания с него, пытаясь догнать грузовик мороженого с Марго, Эдит и их друзьями. Три Миньона добровольно меняют велосипед и помогают Агнес догнать грузовик.
Фильм озвучивали:
- Марго — Элиза Мартиросова;
- Эдит — Анна Штукатурова;
- Агнес — Мария Емельянова;
- Миньоны / водитель грузовика — Пьер Коффин.

### Кроминьонцы(2015)
Два миньона ухаживают за пещерным ребёнком, а пещерный человек идёт искать быка, чтобы съесть его на обед. Но ухаживать за ребёнком труднее, чем думают Миньоны.

### Соревнование(2015)
На той же улице Майнионы, путешествующие автостопом в «Миньонах», два Миньона бросают вызов многочисленным атакам, попадая на конвейерную ленту лаборатории в этом процессе.

### Неугомонный Бинки Нельсон(2015)
После успешного ограбления в музее Нельсоны рассказывают своему младшему сыну Бинки (который потерял свою соску в краже), что теперь он большой мальчик и должен жить без соски. Бинки ночью пробирается в музей и находит свою соску. Так же, как он берет его, приходит охранник и обнаруживает, что все экспонаты музея отсутствуют. Он находит Бинки и просит его вернуть все имущество, но вместо этого он уронил статую над охранником и берет свою соску. В конце концов родители Нельсона возвращаются, чтобы увидеть Бинки ночью в своей комнате и спокойно спящим. Когда они выходят из комнаты, Бинки достает соску и шляпу охранника и кладёт себе в рот.

### Миньоны против газона(2016)
Mower Minions  был выпущен театрально 8 июля 2016 года с Тайная жизнь домашних животных. Пять Миньонов косят газон в местном доме старых людей, чтобы попытаться заработать деньги на покупку блендера, который они увидели по телевизору в рекламе.

### Тайная жизнь Кайла(2017)
После событий «Гадкого я 3» зритель следит за Кайлом и его тайной жизнью, когда Грю и его семья ушли.

### Жёлтый — хит сезона (2018)
Прежде чем они все сбегут из тюрьмы в игре Гадкий Я 3, пара счастливчиков миньонов почувствует вкус свободы, когда они вырвутся на свободу с помощью одного из своих собратьев-людей.

### Маленькие помощники Санты (2019)
Миньоны, случайно выброшенные на Северный полюс, максимально используют ситуацию, пытаясь стать эльфами.

### Миньоны Скауты (2019)
Миньоны начинают охоту за скаутскими значками.
Фильм озвучивали:
- Марго — Элиза Мартиросова;
- Эдит — Василиса Эльдарова;
- Агнес — Ника Исаева;
- Миньоны — Пьер Коффин.

## Компьютерные игры

### Despicable Me: The Game
«Despicable Me: The Game» — приключенческая/экшн-игра, выпущенная по первому мультфильму, на PlayStation 2, Wii и системах PlayStation Portable. Во время игры игрок контролирует Грю, когда он сражается с врагами. «Despicable Me: The Game — Minion Mayhem», с другой стороны, выпущена только в системах Nintendo DS. Вместо того, чтобы контролировать самого Грю, игрок контролирует своих Миньонов.

### Despicable Me: Minion Rush
«Despicable Me: Minion Rush» — игра, разработанная Gameloft. Игрок управляет Миньонами, которые должны победить Вектора, Эль Мачо и ещё двух злодеев, созданных для игры. Была выпущена по второму мультфильму, для устройств iPhone, iPad, Windows Phone, Windows 8, Android и BlackBerry 10. По состоянию на октябрь 2016 года игра была загружена более 750 миллионов раз. Геймплей похож на Sonic Dash.

### Minions Paradise
«Minions Paradise» — мобильная игра, разработанная Electronic Arts (иначе известная как EA) под названием «Minions Paradise», была выпущена летом 2015 года. Играя за Фила, игроки помогают дизайнерам Миньонов и строят собственную утопию в тропической среде.

## Книги
Энни Ауэрбах написал несколько книг на основе всех мультфильмов из серии.

## Хронология событий
- Миньоны (2015)
- Пустышка Бинки Нельсона (2015)
- Миньоны и Монстры (2021)
- Миньоны: Грювитация (2022)
- Миньон Пост Модерн (2022)
- Соревнование (2015)
- Ознакомительный день (2010)
- Гадкий я (2010)
- Преображение дома (2010)
- Банан (2010)
- Гадкий я: Миньон-погром[англ.] (2012)
- Щенок (2013)
- Страховочные колёса (2013)
- Гадкий я 2 (2013)
- Паника в почтовом отделении (2013)
- Миньоны против газона (2016)
- Гадкий я 3 (2017)
- Тайная жизнь Кайла (2017)
- Гадкий я 4 (2024)

## Актёры и персонажи
- Пустая тёмно-серая ячейка означает, что персонаж не появлялся в фильме или его официальное присутствие не подтверждено.

| Персонажи                                  | Гадкий я                              | Гадкий я 2                      | Миньоны                         | Гадкий я 3                      | Миньоны: Грювитация             | Гадкий я 4                      |  |
| Персонажи                                  | 2010                                  | 2013                            | 2015                            | 2017                            | 2022                            | 2024                            |  |
| Появившиеся в фильме «Гадкий я»            | Появившиеся в фильме «Гадкий я»       | Появившиеся в фильме «Гадкий я» | Появившиеся в фильме «Гадкий я» | Появившиеся в фильме «Гадкий я» | Появившиеся в фильме «Гадкий я» | Появившиеся в фильме «Гадкий я» |  |
| ------------------------------------------ | ------------------------------------- | ------------------------------- | ------------------------------- | ------------------------------- | ------------------------------- | ------------------------------- |  |
| Фелониус Грю                               | Стив Карелл                           | Стив Карелл                     | Стив Карелл                     | Стив Карелл                     | Стив Карелл                     | Стив Карелл                     |  |
| Виктор «Вектор» Перкинс                    | Джейсон Сигел                         |                                 |                                 |                                 |                                 |                                 |  |
| Доктор Нефарио                             | Рассел Брэнд                          | Рассел Брэнд                    | N/A                             | N/A                             | Рассел Брэнд                    | Рассел Брэнд                    |  |
| Мисс Хэтти                                 | Кристен Уиг                           |                                 |                                 |                                 |                                 |                                 |  |
| Марго                                      | Миранда Косгроув                      | Миранда Косгроув                |                                 | Миранда Косгроув                |                                 | Миранда Косгроув                |  |
| Мистер Перкинс                             | Уилл Арнетт                           |                                 |                                 |                                 | Уилл Арнетт                     |                                 |  |
| Марлена Грю                                | Джули Эндрюс                          |                                 |                                 | Джули Эндрюс                    | Джули Эндрюс                    |                                 |  |
| Эдит                                       | Дана Гайер                            | Дана Гайер                      |                                 | Дана Гайер                      |                                 |                                 |  |
| Агнес                                      | Элси Фишер                            | Элси Фишер                      |                                 | Нев Шаррел                      |                                 |                                 |  |
| Миньоны                                    | Пьер Коффен Крис Рено Джемейн Клемент | Пьер Коффен Крис Рено           | Пьер Коффен                     | Пьер Коффен                     | Пьер Коффен                     | Пьер Коффен                     |  |
| Появившиеся в фильме «Гадкий я 2»          |                                       |                                 |                                 |                                 |                                 |                                 |  |
| Люси Уайлд                                 |                                       | Кристен Уиг                     |                                 | Кристен Уиг                     |                                 | Кристен Уиг                     |  |
| Эдуардо Перец Эль Мачо                     |                                       | Бенджамин Брэтт                 |                                 |                                 |                                 |                                 |  |
| Сайлас Найспопс                            |                                       | Стив Куган                      |                                 | Стив Куган                      | Стив Куган                      | Стив Куган                      |  |
| Флойд Лысыйсан                             |                                       | Кен Джонг                       |                                 |                                 |                                 |                                 |  |
| Антонио Перец                              |                                       | Мойзес Ариас                    |                                 |                                 |                                 |                                 |  |
| Появившиеся в фильме «Миньоны»             |                                       |                                 |                                 |                                 |                                 |                                 |  |
| Скарлет Оверкилл                           |                                       |                                 | Сандра Буллок                   |                                 |                                 |                                 |  |
| Херб Оверкилл                              |                                       |                                 | Джон Хэмм                       |                                 |                                 |                                 |  |
| Уолтер Нельсон                             |                                       |                                 | Майкл Китон                     |                                 |                                 |                                 |  |
| Мадж Нельсон                               |                                       |                                 | Эллисон Дженни                  |                                 |                                 |                                 |  |
| Елизавета II                               |                                       |                                 | Дженнифер Сондерс               |                                 |                                 |                                 |  |
| Появившиеся в фильме «Гадкий я 3»          |                                       |                                 |                                 |                                 |                                 |                                 |  |
| Дрю                                        |                                       |                                 |                                 | Стив Карелл                     |                                 |                                 |  |
| Бальтазар Брейк                            |                                       |                                 |                                 | Трей Паркер                     |                                 |                                 |  |
| Валерия Да Винчи                           |                                       |                                 |                                 | Дженни Слейт                    |                                 |                                 |  |
| Клайв                                      |                                       |                                 |                                 | Энди Найман                     |                                 |                                 |  |
| Появившиеся в фильме «Миньоны: Грювитация» |                                       |                                 |                                 |                                 |                                 |                                 |  |
| Дикая Донна                                |                                       |                                 |                                 |                                 | Тараджи П. Хенсон               |                                 |  |
| Мастер Чо                                  |                                       |                                 |                                 |                                 | Мишель Йео                      |                                 |  |
| Байкер                                     |                                       |                                 |                                 |                                 | RZA                             |                                 |  |
| Жан-Краб                                   |                                       |                                 |                                 |                                 | Жан-Клод Ван Дамм               |                                 |  |
| Сестра Бац                                 |                                       |                                 |                                 |                                 | Люси Лоулесс                    |                                 |  |
| Спиннер                                    |                                       |                                 |                                 |                                 | Дольф Лундгрен                  |                                 |  |
| Бронебой                                   |                                       |                                 |                                 |                                 | Дэнни Трехо                     |                                 |  |
| Дед Кастет                                 |                                       |                                 |                                 |                                 | Алан Аркин                      |                                 |  |

## Создатели
| Роль         | Мультфильмы                               | Мультфильмы                   | Мультфильмы                                      | Мультфильмы                           | Спин-оффы                   | Спин-оффы                                                            |
| Роль         | 2010                                      | 2013                          | 2017                                             | 2024                                  | 2015                        | 2022                                                                 |
| Роль         | Гадкий я                                  | Гадкий я 2                    | Гадкий я 3                                       | Гадкий я 4                            | Миньоны                     | Миньоны: Грювитация                                                  |
| ------------ | ----------------------------------------- | ----------------------------- | ------------------------------------------------ | ------------------------------------- | --------------------------- | -------------------------------------------------------------------- |
| Режиссёры    | Пьер Коффен Крис Рено                     | Пьер Коффен Крис Рено         | Пьер Коффен Кайл Балда Эрик Гуильон (сорежиссёр) | Крис Рено Патрик Делейдж (сорежиссёр) | Пьер Коффен Кайл Балда      | Кайл Балда Брэд Эблесон (сорежиссёр) Джонатан дель Валь (сорежиссёр) |
| Продюсеры    | Крис Меледандри Джанет Хили Джон Коэн     | Крис Меледандри Джанет Хили   | Крис Меледандри Джанет Хили                      | Крис Меледандри                       | Крис Меледандри Джанет Хили | Крис Меледандри Джанет Хили Крис Рено                                |
| Сценарий     | Чинко Пол Кен Дорио Серхио Паблос (сюжет) | Чинко Пол Кен Дорио           | Чинко Пол Кен Дорио                              | Майк Уайт                             | Брайан Линч                 | Брайан Линч                                                          |
| Композиторы  | Эйтор Перейра Фаррелл Уильямс             | Эйтор Перейра Фаррелл Уильямс | Эйтор Перейра Фаррелл Уильямс                    | Эйтор Перейра Фаррелл Уильямс         | Эйтор Перейра               | Эйтор Перейра                                                        |
| Монтаж       | Памела Зигенгаген-Шефленд Грегори Перлер  | Грегори Перлер                | Клэр Доджсон                                     | TBA                                   | Клэр Доджсон                | Клэр Доджсон                                                         |
| Студия       | Illumination                              | Illumination                  | Illumination                                     | Illumination                          | Illumination                | Illumination                                                         |
| Дистрибьютор | Universal Pictures                        | Universal Pictures            | Universal Pictures                               | Universal Pictures                    | Universal Pictures          | Universal Pictures                                                   |

## Реакция

### Кассовые сборы
Франшиза собрала в общей сложности более $ 4,4 млрд, став таким образом самой кассовой анимационной кинофраншизой и 15-й самой кассовой кинофраншизой в истории.
| Мультфильмы         | Дата выхода  | Сборы          | Сборы          | Сборы          | Бюджет   | Ссылка        |
| Мультфильмы         | Дата выхода  | США            | Другие страны  | Весь мир       | Бюджет   | Ссылка        |
| ------------------- | ------------ | -------------- | -------------- | -------------- | -------- | ------------- |
| Гадкий я            | 9 июля 2010  | $251 513 985   | $291 600 000   | $543 113 985   | $69 млн  | [ 49 ]        |
| Гадкий я 2          | 3 июля 2013  | $368 061 265   | $602 700 620   | $970 761 885   | $76 млн  | [ 2 ]         |
| Гадкий я 3          | 30 июня 2017 | $264 624 300   | $770 175 109   | $1 034 799 409 | $80 млн  | [ 50 ]        |
| Гадкий я 4          | 3 июля 2024  |                | $340 402 155   | $847 385 155   | $100 млн | $100 млн      |
| Гадкий я            | Гадкий я     | $884 199 550   | $1 664 475 729 | $2 548 675 279 | $225 млн | —             |
| Миньоны             | 10 июля 2015 | $336 045 770   | $823 352 627   | $1 159 398 397 | $74 млн  | [ 51 ]        |
| Миньоны: Грювитация | 1 июля 2022  | $334 578 000   | $423 302 000   | $757 880 000   | $85 млн  | [ 52 ] [ 53 ] |
| Всего               | Всего        | $1 554 823 320 | $2 911 130 356 | $4 465 953 676 | $384 млн | [ 46 ] [ 54 ] |

### Критика
| Мультфильмы         | Rotten Tomatoes     | Metacritic       | CinemaScore |
| ------------------- | ------------------- | ---------------- | ----------- |
| Гадкий я            | 81 % (202 рецензий) | 72 (35 рецензий) | A           |
| Гадкий я 2          | 75 % (186 рецензии) | 62 (39 рецензий) | A           |
| Миньоны             | 55 % (222 рецензии) | 56 (35 рецензий) | A           |
| Гадкий я 3          | 59 % (198 рецензий) | 49 (37 рецензий) | A−          |
| Миньоны: Грювитация | 70 % (172 рецензии) | 56 (41 рецензия) | A           |
| В среднем           | 68 %                | 59               | A           |